# Oblężenie Głogowa (1945)
Oblężenie Głogów – starcie zbrojne mające miejsce od 11 lutego do 1 kwietnia 1945 między 3 Gwardyjską Armią dowodzoną przez gen. Wasylija Gordowa należącą do 1 Frontu Ukraińskiego Armii Czerwonej a wojskami niemieckimi, zakończone zdobyciem twierdzy Głogów przez czerwonoarmistów, co było równoznaczne z zakończeniem w niej władzy reżimu III Rzeszy.

## Przygotowania
Głogów miał spore znaczenie strategiczne ze względu na położony w nim most kolejowy oraz drogowy przez Odrę, a także stocznię rzeczną (Schiffswerft Zarkau), w której podczas wojny firma Beuchelt A.G. montowała kadłuby małych U-Bootów, które następnie były spławiane do Szczecina gdzie były wyposażane i uzbrajane.
Głogów uznany został przez Niemców za miasto-twierdzę i wraz z przyległym terenem został solidnie przygotowane do obrony, w tym do obrony okrężnej. Prace fortyfikacyjne prowadzono od jesieni 1944 roku. Istotnymi punktami oporu uczyniono forty twierdzy Głogów, koszary Hindenburga i Ludendorffa, umocnienia w rejonie stadionu i stacji kolejowej. Wszystkie punkty oporu zostały połączone tunelami. Niemniej przygotowane pozycje obronne nie były dostateczne nasycenie piechotą, wystąpiły też braki broni ciężkiej. Nikłe szanse na skuteczną obronę dawał miastu feldmarszałek Ferdinand Schörner.
Mimo złych rokowań, przystąpiono do improwizowania sił obrony. 21 stycznia 1945 Głogów ogłoszono miastem zamkniętym, a przejeżdżających przezeń żołnierzy bez przydziałów i urlopowiczów wcielano do nowo tworzonych oddziałów. Szczupłe szeregi regularnych wojsk zasilały tworzone na miejscu bataliony Volkssturmu, zrzeszające w sumie ok. dwa tysiące mieszkańców miasta i okolic. Dowódcą obrony został mianowany 43-letni pułkownik Jonas zu Eulenburg. Sztab niemiecki mieścił się początkowo w koszarach Sternkasematten (ul. Piastowska), następnie został przeniesiony do podziemi budynku Flemminghaus (ul. Poczdamska).
Według raportu Schörnera siły niemieckiej obrony wynosiły 4562 ludzi, z czego około połowę stanowili żołnierze sił lądowych, resztę dopełniali członkowie sił policyjnych, Luftwaffe i Volkssturmu. Na uzbrojenie składało się 291 karabinów maszynowych, 18 ciężkich dział (głównie zdobycznych), 6 ciężkich dział przeciwlotniczych Flak 8,8 (z przypadkowego transportu, który przechodził przez miasto 31 stycznia 1945 i pozostał w celu wzmocnienia obrony), 30 lekkich działek przeciwlotniczych oraz ok. 3710 panzerfaustów. Zgromadzono za to duże zapasy żywności, które według szacunków mogły pozwolić na wyżywienie obrońców i pozostałej w mieście ludności przez najbliższe 3 miesiące.
Z całości jednostek wchodzących w skład obrony, została utworzona Festungsbrigade Glogau. Początkowo oblężenie twierdzy prowadziła tylko jedna radziecka dywizja, wydzielona z odwodu dowódcy armii, była nią 329. Dywizja Piechoty dowodzona przez płk. Fiodora Abaszewa. Następnie oblegana była przez żołnierzy 3 Gwardyjskiej Armii dowodzonej przez gen. płk. Wasilija Gordowa, którzy 26 marca otrzymali wsparcie w postaci 389 Dywizja Piechoty dowodzonej przez gen. Leonida Kołobowa oraz liczne wydzielone jednostki artylerii. Wsparcie z powietrza zapewniała 2. Armia Lotnicza.

## Oblężenie
W wyniku ofensywy styczniowej która ruszyła 12 stycznia 1945 roku z linii rzeki Wisły wojska radzieckie 22 stycznia 1945 roku dotarły nad rzekę Odrę. Już 23 stycznia 1945 na Glogów leżący nad Odrą spadły pierwsze bomby i pociski artyleryjskie. Pierwsze starcia z udziałem załogi Głogowa miały miejsce 2 lutego, na przedpolu twierdzy w okolicy Grodźca Małego, gdzie Niemcy zniszczyli przy pomocy panzerfaustów 6 radzieckich czołgów. Do ostatnich dni z Głogowa odchodziły ostatnie pociągi ewakuujące niemiecką ludność cywilną i rannych. Ocenia się, że przed zamknięciem okrążenia, które nastąpiło 14 lutego, miasto opuściło ok. 30 tys. mieszkańców. Z przyczółka pod Ścinawą 8 lutego ruszyło nowe natarcie na twierdzę Głogów (Festung Glogau). Z powodu zorganizowania obrony już na dalekich podejściach Głogowa oraz zaciętego oporu wojsk niemieckich do przełamania obrony doszło dopiero 12 lutego 1945 roku, co umożliwiło zamknięcia okrążenia wokół Festung Glogau.
W toku przeszło miesięcznych zmagań, najcięższe walki toczyły się w południowej, lewobrzeżnej części miasta. Głównymi miejscami oporu Niemców były m.in. koszary Luttich-Kaserne (ul. Rudnowska), Pionier-Kaserne i Sternkasematten (obydwa na ul. Piastowskiej) stocznia Schiffswerft Zarkau (ul. Rudnowska), koszary Hindenburg-Kaserne (ul. Sikorskiego). 23 marca Niemcy wysadzili most kolejowy, zaś uszkodzony już wcześniej most drogowy koło zamku, zapadł się w nurt rzeki. Tym samym łączność pomiędzy obiema częściami miasta została zerwana.
W trakcie oblężenia wydawana była w mieście propagandowa gazeta Glogauer Festungsbote. Prócz aktualności z obrony twierdzy, donosiła również o sytuacji na pozostałych frontach i zagrzewała obrońców do walki do samego końca. Stałym zwyczajem było wymienianie z nazwiska wybitnych żołnierzy, choćby Paula Schäfera za zniszczenie w bezpośredniej walce trzech czołgów T-34, za co żołnierz ten otrzymał Krzyż Żelazny 2 klasy. Ostatni numer gazety ukazał się 26 marca.
Poważnym problem, przed którym stało dowództwo niemieckie, było zaopatrywanie twierdzy. Jedyną drogą zostały zrzuty lotnicze, dokonywane przez Gruppe Herzog wchodzącą w skład Luftflotte 6 pod dowództwem Roberta Rittera von Greima. Lotnictwo było zmuszone zaopatrywać coraz to większą liczbę oblężonych miast, coraz mniejszą liczbą środków transportowych, przez co nie było w stanie dostarczać twierdzy zalecanych 22 ton amunicji, broni i lekarstw dziennie. W celu ułatwienia obrońcom odnalezienia najważniejszych zasobników zawierających amunicje – używano dla nich czerwonych spadochronów. Głównym miejscem zrzutów był plac cyrkowy (okolice dzisiejszej ulicy Poczdamskiej) oraz plac przed dworcem kolejowym Bahnvorplatz (pl. 1000-lecia). W toku wykonywania zrzutów miała miejsce nietypowa tragedia, mianowicie 17 marca w wyniku awarii spadochronu, od bezpośredniego trafienia zasobnikiem zginął na ul. Długiej wartownik Carl Altmann (właściciel drukarni), zaś jego towarzysz Hermann Philipp (kupiec) cudem uniknął śmierci. Zaopatrzenie twierdzy zostało wstrzymane 30 marca. Według statystyk Luftwaffe od 24 lutego Gruppe Herzog wykonała 355 lotów bojowych, z czego 322 zostały uznane za udane. W wyniku tych działań zrzucono 310 t amunicji i 13 t innego wyposażenia, nie wiadomo ile trafiło w ręce niemieckie, jednak dowództwo Głogowa niejednokrotnie dziękowało za „dobrą sytuację z zasobnikami”.

## Kapitulacja
30 marca, jak to określił Ferdinand Schörner, „zanikła duchowa siła oporu obrońców”. Tego dnia dowództwo twierdzy dostało wolną rękę w kwestii poddania twierdzy. Około godz. 16:30 płk. Jonas zu Eulenburg ogłosił swój ostatni rozkaz: „Twierdza jest otwarta. Niech każdy działa według własnego uznania”. Następnie rozpoczęto niszczenie dokumentów oraz pozostałej broni. Zapasy zostały rozdysponowane wśród żołnierzy i ludności cywilnej, reszta zaś zniszczona. Znaczna część żołnierzy postanawia podjąć próbę przebicia się z okrążenia do niemieckich linii w okolicach Zgorzelca. Sformowały się trzy grupy uderzeniowe, z czego najsilniejsza (ok. 400 osób) pod dowództwem komendanta zu Eulenburga, wyruszyła ze Starówki w kierunku Wzgórz Dalkowskich. Grupa ta została rozbita 8 kwietnia pomiędzy Przemkowem a Bolesławcem, tam zginął także zu Eulenburg, pośmiertnie awansowany do stopnia generała.
1 kwietnia Naczelne Dowództwo Armii Radzieckiej ogłosiło komunikat o zdobyciu miasta, co zostało uhonorowane w Moskwie przez 12 salw ze 124 dział. Ostatnie punkty oporu zostały zlikwidowane do wieczora 2 kwietnia. Rozpoczęła się kilkudniowa grabież miasta, połączona z gehenną ocalałych w mieście niemieckich kobiet. Czerwonoarmiści dopuścili się tego z zemsty podsycanej m.in. przez Ilię Erenburga: Bądźcie posłuszni rozkazom towarzysza Stalina i zmiażdżcie faszystowską bestię w jej norze. Zniszczcie rasową dumę niemieckich kobiet. Weźcie je jako zasłużone łupy wojenne. Ku uciesze czerwonoarmistów odkryte zostały ogromne ilości wina i koniaków w piwnicach winiarni Bauch’schen Weinkeller (ul. Rzeźnicza).
Oficjalne straty niemieckie wyniosły ok. 750 zabitych i 1500 rannych. Strona radziecka wspomina o 3500 zabitych. Na skutek długotrwałej wymiany ognia między wojskami niemieckimi i radzieckimi mającej miejsce od 11 lutego do 1 kwietnia 1945 roku miasto legło w gruzach, jego zabudowa została zniszczona w około 95%. Po zdobyciu twierdzy Głogów do miasta przybyli operatorzy radzieckiej kroniki filmowej, kręcący „Oblężenie i kapitulacja Festung Glogau”. Na potrzeby radzieckiej propagandy, odegrano sceny walk, do których zapędzeni zostali niemieccy jeńcy i ludność cywilna. Brudni i nieogoleni niemieccy żołnierze wymachujący białymi flagami byli skontrastowani z dzielnymi czerwonoarmistami, zdobywających jeszcze dymiące ruiny miasta.
1 maja do zrujnowanego miasta przybył pełnomocnik rządu PKWN Władysław Marzec wraz z grupą ochotników, rozpoznając tym samym warunki do zasiedlenia polskimi osadnikami. Powoli rozpoczynał się ponowny polski rozdział w historii miasta, a pierwszym burmistrzem został urzędnik skarbowy – Eugeniusz Hoinka. Jednymi z ostatnich ofiar oblężenia Głogów byli żołnierze 2 Armii Wojska Polskiego polegli podczas rozminowania miasta. Pochowano ich na cmentarzu komunalnym przy ul. Legnickiej.

## Upamiętnienie
W okresie Polski Ludowej zbudowano w Parku Słowiańskim w Głogowie pomnik ku czci żołnierzy radzieckich poległych w walkach o zdobycie miasta. Obok pomnika ustawiono 2 działa, używane w czasie walk o Głogów.